# STS-29
是历史上第二十八次航天飞机任务，也是发现号航天飞机的第八次太空飞行。

## 任务成员
- 迈克尔·科茨（Michael Coats，曾执行、以及任务），指令长
- 约翰·布拉哈（John E. Blaha，曾执行、以及任务），飞行员
- 詹姆斯·巴吉安（James P. Bagian，曾执行以及任务），任务专家
- 詹姆斯·布克利（James Buchli，曾执行、以及任务），任务专家
- 罗伯特·斯普林格（Robert C. Springer，曾执行以及任务），任务专家